# Rågskär, Hangö
För andra betydelser, se Rågskär (olika betydelser).
Rågskär är en ö i Finland. Den ligger i Finska viken, Norra Östersjön eller Skärgårdshavet och i kommunen Hangö i den ekonomiska regionen  Raseborg i landskapet Nyland, i den sydvästra delen av landet. Ön ligger omkring 120 kilometer väster om Helsingfors.
Öns area är 5,1 hektar och dess största längd är 390 meter i nord-sydlig riktning. Ön höjer sig omkring 15 meter över havsytan.